# ハドソン郡 (ニュージャージー州)
ハドソン郡（英: Hudson County）は、アメリカ合衆国ニュージャージー州にある郡。ニューヨークのマンハッタンに隣接している。人口は72万4854人（2020年）。州内で面積最少だが、人口密度は国内でも最大級である。郡庁所在地はジャージーシティであり、同郡で人口最大の都市である。郡名は東部境界を流れるハドソン川から採られており、ハドソン川は探検家ヘンリー・ハドソンに因んで名付けられた。
ハドソン郡はニューヨーク都市圏に属しており「ニューヨーク市第6の区」と称されることもあると同時に、ニュージャージー州きっての港湾都市である。

## 歴史

### レナペ族インディアンとニューネーデルラント

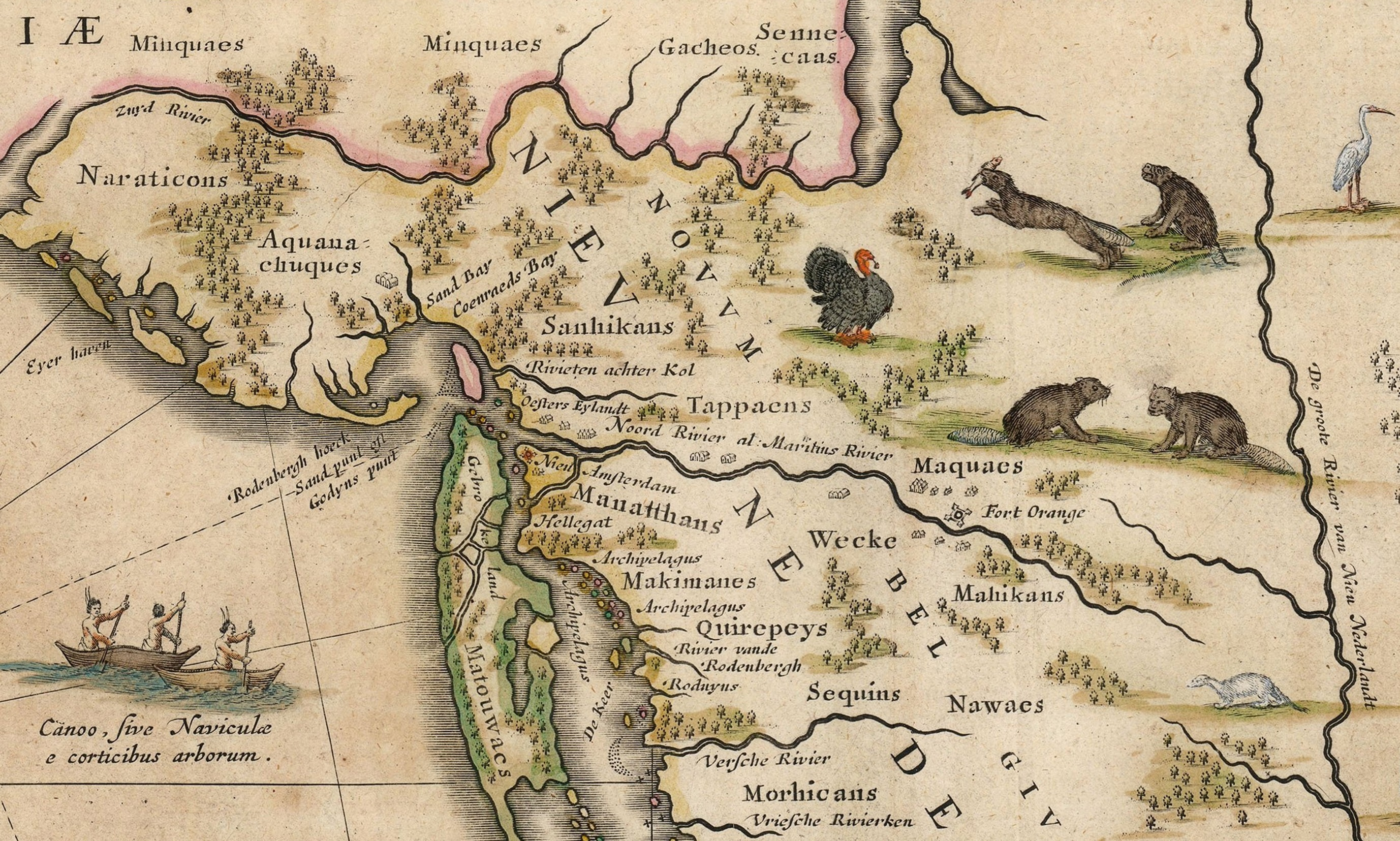
1634年頃のハドソン川周辺地図、右が北、ハドソン郡は牡蠣の島とされている

17世紀にヨーロッパ人が接触したとき、ハドソン郡の領域はレナペ族インディアン（レニ・レナペ族）の領土だった。レナペ族はハッケンザック、タッパン、ラリタン、マンハッタンと呼ばれたバンド、一族集団だった。季節によって回遊する民族であり、小規模の農業（混植）を行い、地域の地形に合わせて漁労や罠猟を行う狩猟採集型の生活だった。ヨーロッパ人とは初めから交易を行っていた。アルゴンキン語族であり、その言葉が現在の地名に多く残されている。例えば、コミュニポー、ハーシマス、ハッケンサック、ホーボーケン、ウィホーケン、セコーカス、ベイヨンなどである。
1609年、ヘンリー・ハドソンが乗船した「ハルブ・メーン」（半月の意）をハーシマス・コーブとウィホーケン・コーブに碇泊させ、この地域の領有権を宣言した。現在ノース川と呼ばれる川の西岸と、崖、丘、さらにその先の湿地には、ニューアムステルダムとほぼ同じ時期に、オランダからのヨーロッパ人（オランダ人、フランドル人、ワロン人、ユグノー）が入ってきた。1630年、マイケル・ポーが土地の権利を取得し、ハドソン川とハッケンサック川の間の土地を購入して、自分の名をラテン語化したパボニアと名付けた。しかし、入植に失敗してその土地をオランダ西インド会社に返還せざるを得なかった。1633年にコミュニポー、1634年にハーシマス、1638年にポーラスフック、1643年にホーバックに家と敷地が造られていった。レナペ族との関係は弱いものであり、オランダ人がコミュニポーで行った殺人を切っ掛けにキーフトの戦争が始まった。これは北アメリカでヨーロッパ人による最初期の虐殺と見られている。この地域で襲撃と報復が2年間にわたって繰り返され、不安定な休戦で終わった。その後は1646年にコンスタブルフック、1647年にアウィハケン、さらにバーゲンネックのアクターコルなどに家と敷地が造られていった。1658年、ニューネーデルラントの総支配人ピーター・ストイフェサントがレナペ族と交渉し、この地域を買い直してバーゲンと名付けた。「ウィハッケンの上流大きな岩によって」シカケスから南のバーゲンポイント/コンスタブルフックまでの半島全体が対象だった。1661年、現在バーゲン広場がある地に新しい村、駐屯地を造る認可が降り、ニュージャージーでは最古と見なされる自治体ができた。1664年、イギリスがこの地域の支配権を奪い、オランダは最終的には1674年に植民地支配権をイギリスに譲渡した。

### イギリス領、アメリカ合衆国初期

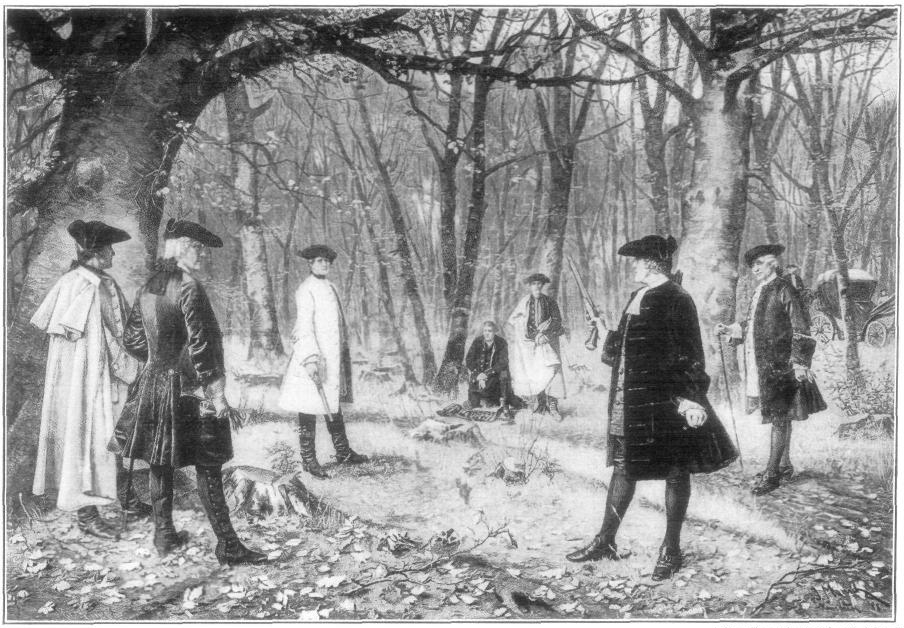
アレクサンダー・ハミルトンとアーロン・バーの決闘

1675年、ウェストミンスター条約により、オランダからの移管が決着し、この地域はイギリス領東ジャージーのバーゲン管理地区となった。バーゲン郡が西に拡張された後、郡庁所在地はハッケンサックに移された。小さな村や農園が、川向こうで成長するニューヨーク市に物資を供給した。中でもニューヨーク湾上流の広大な岩礁から獲れた牡蠣など生鮮品が、マンハッタンのウィホーケン通りで売られた。アメリカ独立戦争時、この地域はイギリス軍の支配下に入り、ブルズフェリーの駐屯地やバーゲンネックの砦があった。植民地軍は高台を使って敵の動きを偵察した。1779年にイギリス軍の砦を急襲したポーラスフックの戦いは、革命軍の勝利と見られ、大いに士気を挙げた。ジャージーシティ中心街の多くの通りには、独立戦争時の人物の名前が付けられている。例えば、マーサー、グリーン、ウェイン、バリックなどである。1804年、ウィホーケンは有名な決闘の場になった。アメリカ建国に貢献したアレクサンダー・ハミルトンとアーロン・バーの決闘だった。ニューヨーク州との水際を巡った境界紛争で（ニューヨーク州は高潮位線までの支配権を求めた。また渡し船の利権を認めた）開発が妨げられたが、ポーラスフックやホーボーケンではいくらか都会化が進み、裕福なニューヨーク市民が余暇を過ごす地点になった。モリス運河、初期の蒸気鉄道、ニューヨーク港の開発がさらなる成長を促した。1840年9月、ハドソン郡はバーゲン郡から分離し、エセックス郡の一部すなわちニューバルバドス・ネックを追加することで設立された。19世紀半ばまで、ハドソン郡は地下鉄道 (秘密結社)と一体の役割を演じた。ジャージーシティに集まる4つのルートがあった。

### 境界
ハドソン郡領域の大半は、ウェストハドソンは別として、バーゲン・タウンシップの一部だった。このタウンシップはまだこの地域がバーゲン郡の一部であるときに、ニュージャージー州に設立された最初の104タウンシップの1つとして、1798年2月21日にニュージャージー州議会の法によって設立されていた。当初設立されたときのバーゲン・タウンシップは東はハドソン川、西はハッケンザック川、南はコンスタブルフックとバーゲンポイント、北は現在のハドソン郡とバーゲン郡の郡境までとされていた。その後の127年間、郡内の町の境界は様々な形を取り、1925年にユニオンシティが設立されて落ち着いた。
1820年1月28日、ニュージャージー州議会の法により、バーゲン・タウンシップ内からジャージーシティが法人化された。この市は1829年1月23日に、また1838年2月22日に再法人化され、このときにバーゲン・タウンシップとは独立し、現市名が与えられた。1840年2月22日、新しく設立されたハドソン郡の一部となった。ジャージーシティが成長すると、幾つかの隣接する町が併合された。1851年3月18日のバンボースト・タウンシップ、1870年5月2日のバーゲンシティとハドソンシティ、1873年2月4日のグリーンビル・タウンシップである。
ノースバーゲンは、1843年4月10日にニュージャージー州議会の法により、バーゲン・タウンシップから分かれてタウンシップとして法人化された。このタウンシップの一部から、1849年4月9日にホーボーケン・タウンシップ（現在のホーボーケン市）が作られ、1852年4月12日にはハドソン町（後のハドソンシティの一部）、1855年4月11日にハドソンシティ（後にジャージーシティに併合）、1859年3月9日にグッテンバーグ（郡区内で形成され、1878年4月1日に独立自治体となった）、1859年3月15日にウィホーケン、1861年2月28日にユニオン・タウンシップとウェストホーボーケン、1864年3月29日にユニオンヒル町、1900年3月12日にセコーカスが作られていった。
ホーボーケンの町は1804年に設立され、1849年4月9日にノースバーゲン・タウンシップから分かれて新タウンシップとなり、1855年3月29日に行われた住民投票により、前日に州議会で成立した法を承認して、ホーボーケン市が生まれた。
ウィホーケンは1859年3月15日の州議会法によってタウンシップとして設立された。ホーボーケンとノースバーゲンから領域が取られた。1874年にはタウンシップの一部をホーボーケン市に譲渡した。1879年、ウェストホーボーケンから一部の譲渡を受けた。
1898年7月8日、州議会法によってウェストニューヨークが町として法人化されると、3日前の住民投票の結果に基づいてユニオン・タウンシップに置き換えられた。
カーニーは1867年4月8日に州議会の法によって、ハリソン・タウンシップから分離して、タウンシップとして設立された。その一部は1895年7月3日、イーストニューアーク設立のために使われた。カーニーは1899年1月19日に、2日前に行われた住民投票の結果に基づいて町として法人化された。
.
ベイヨンは、1861年4月1日に州議会の法によって、バーゲン・タウンシップから分離して、タウンシップとして設立された。ベイヨンは1869年3月10日に州議会の法によって、9日後に行われた住民投票の結果に基づいて市として再法人化された。
南北戦争が終わって間もなく、ハドソン郡の全ての町を統合し、ジャージーシティ1つに纏める案が支持を集めるようになった。1868年、ハドソン郡を統合する案を住民に問う法案が郡政委員会に提出された。この案には西のハリソンやカーニーを含めていなかったが、ハッケンザック川より東にある町は全て含まれていた。
この法案は1869年4月2日に州議会で承認され、特別選挙は同年10月5日に行われることとされた。この法案の中には連続した町だけが統合されるとされていた。投票の結果は次の通りだった。
| 自治体                 | 賛成  | 反対  |
| ---------------------- | ----- | ----- |
| ジャージーシティ       | 2,220 | 911   |
| ハドソンシティ         | 1,320 | 220   |
| バーゲン               | 815   | 108   |
| ホーボーケン           | 176   | 893   |
| ベイヨン               | 100   | 250   |
| グリーンビル           | 24    | 174   |
| ウィホーケン           | 0     | 44    |
| ユニオン町             | 123   | 105   |
| ウェストホーボーケン   | 95    | 256   |
| ノースバーゲン         | 80    | 225   |
| ユニオン・タウンシップ | 140   | 65    |
| 合計                   | 5,093 | 3,251 |

投票の過半数が統合を認めたが、ジャージーシティ、ハドソンシティ、バーゲンのみが地理的に連続する賛成派の町だったので、統合された。ユニオン町とユニオン・タウンシップはハドソンシティとの間に反対派のウェストホーボーケンが入っていたので、統合に含められなかった。1870年3月17日、ジャージーシティ、ハドソンシティ、バーゲンが新ジャージーシティに統合された。その3年後、グリービルが合併に合意して統合され、現在の市域が確定した。
ユニオンシティは1925年1月1日に州議会の法によって法人化され、それまでのユニオンヒルとウェストホーボーケンに置き換わった。

### 都市化と移民

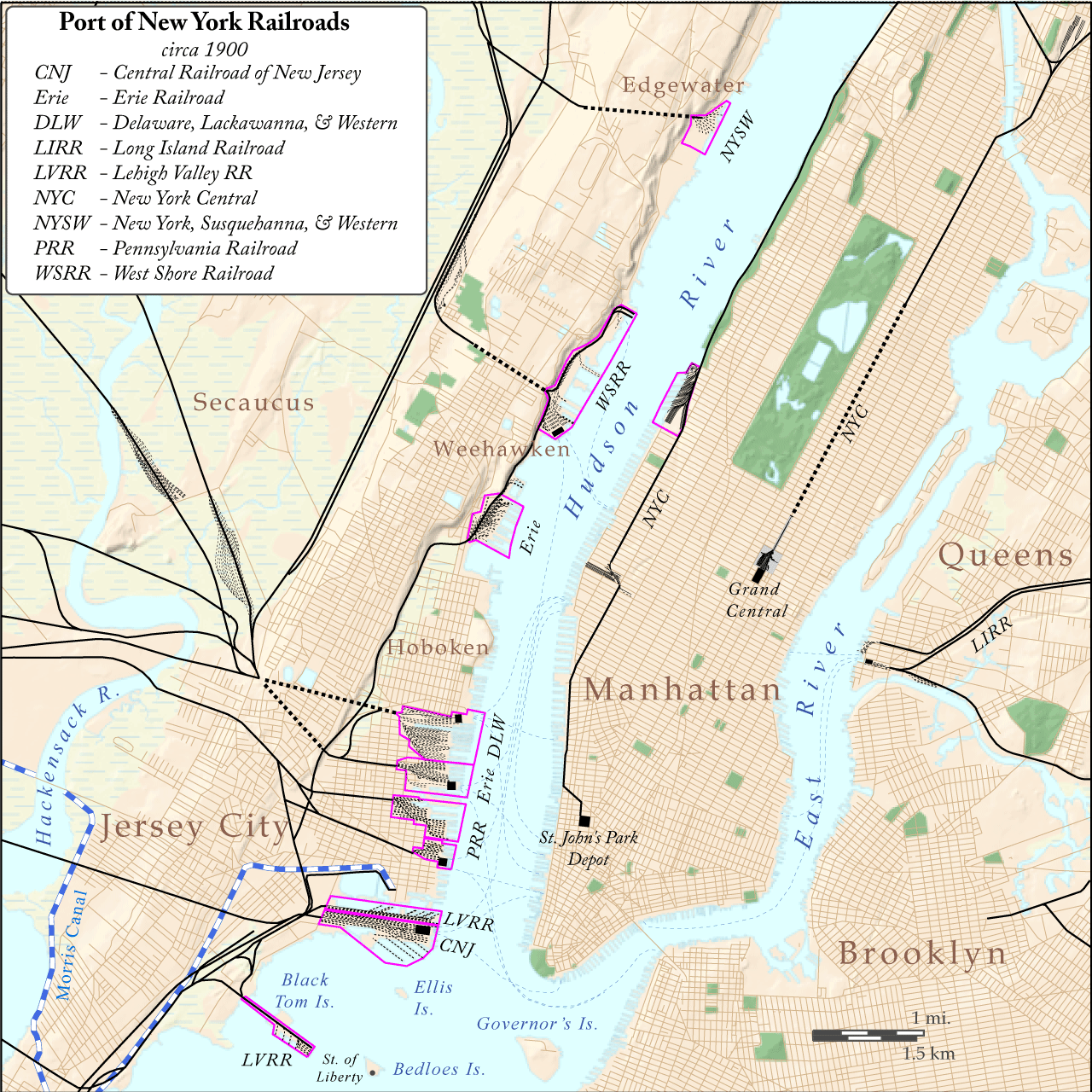
ハドソン川のウォーターフロント、1900年頃

19世紀後半から20世紀初め、ハドソン郡では工業、商業が急激に発展し、人口が増加した。ジャージーシティ、ベイヨン、ホーボーケン、ウィホーケンでは港が建設され、続いて鉄道のターミナルができ、埋め立てによって河岸線が著しく変わり、開発を加速させた。ヨーロッパから移民、特にドイツ語圏の人々やアイルランド（飢饉を逃れてきた）からの移民が人口増を始めさせ、その後も数十年間続いた。
農園や敷地が小分割されて住宅、公共建築、宗教建築に変わって地区が成長した。街路が整備され、幾つかにはトロリーが走った。スティーブンス工業大学やセントピーターズ大学が設立された。
ペンシルバニア鉄道のハドソン川を潜るノース川トンネルが1910年に開通する前は、列車は川の西岸で止まり、乗客や貨物はフェリーや艀でニューヨーク市に渡す必要があった。ハドソン・アンド・マンハッタン鉄道のトンネル（現在はトランス・ハドソン港湾局）への乗り換えが1908年の開通で可能になった。ホーボーケン・ターミナルは1907年にデラウェア・ラッカワナ・アンド・ウェスタン鉄道によってそれまでの駅に代わって建設された国定歴史建造物であり、かつてウォーターフロントに配置された列車・フェリー乗換駅5つの中で唯一現在も運営されているものである。ウィホーケンにあったウェストショア鉄道のターミナル、エリー鉄道のパボニア・ターミナル、ジャージーシティにあったペンシルバニア鉄道の乗り換え場は全て取り壊された。

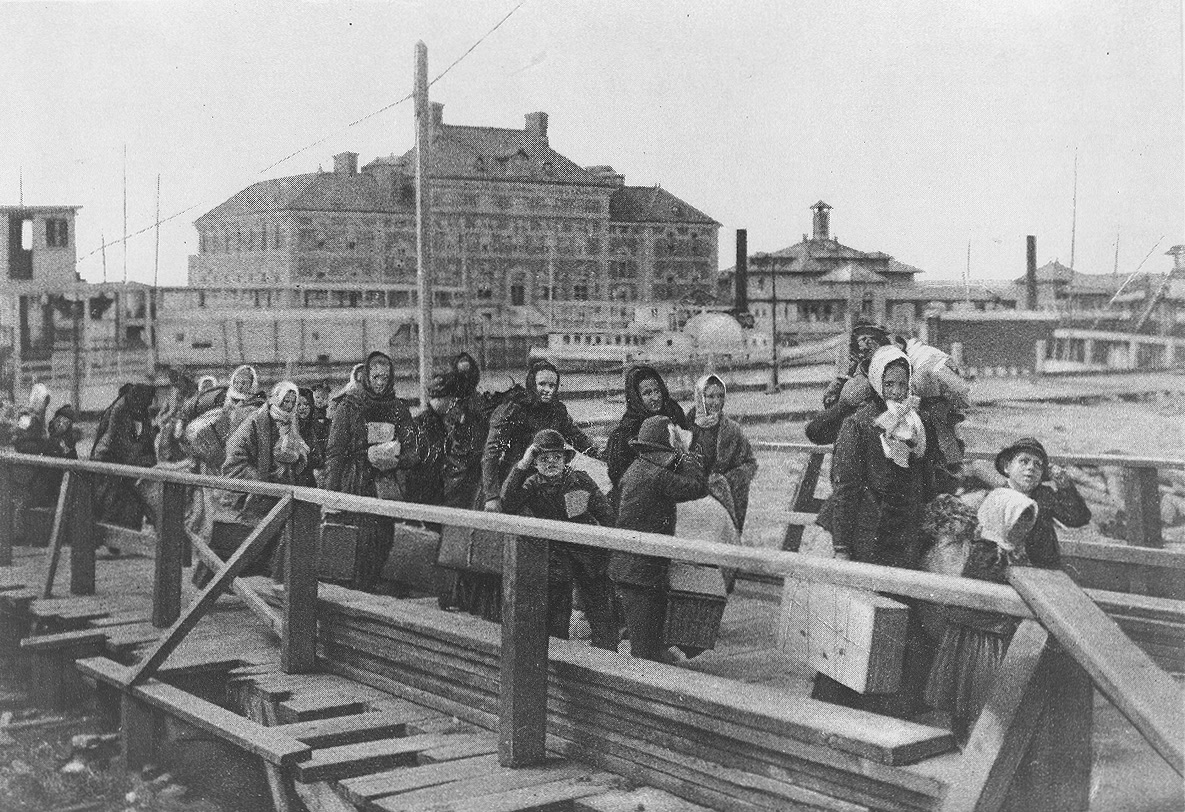
エリス島に到着した移民（1902年）

エリス島と自由の女神像から小さな海峡越しにあるニュージャージー・セントラル鉄道のコミュニポー・ターミナルは、大量移民の時代に重要な役割を果たした。アメリカに到着したばかりの移民がこの駅からアメリカでの生活に出発した。多くの者は造船所、鉄道、工場、製油所、さらにはマンハッタンの労働搾取工場（スウェットショップ）や摩天楼で職にありついた。アメリカの産業史に名を残すメーカーがこの時期にできた。例えばコルゲート、ディクソン・タイコンデロガ、マクスウェルハウス、スタンダード・オイル、ベスレヘム・スチールだった。

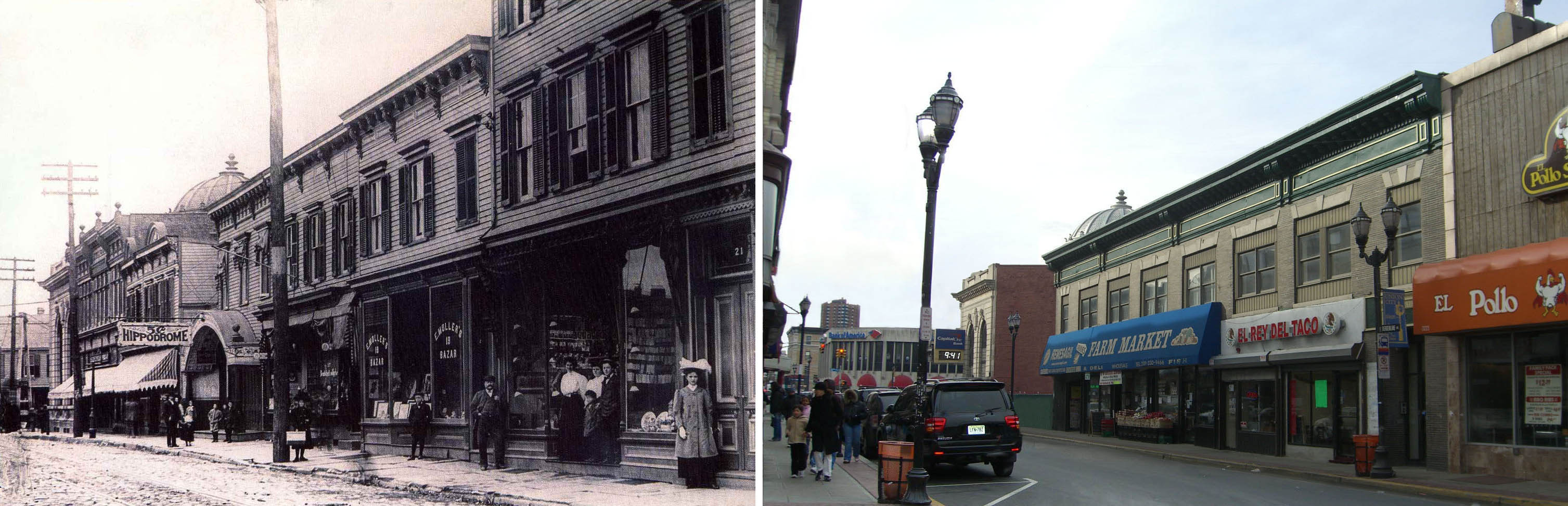
バーゲンライン・アベニューの今昔、1900年（左）と2010年（右）

ノースハドソン、特にユニオンシティが「アメリカの刺繍首都」になった。セコーカスは多くの豚飼育場と動物飼料精製工場を誇った。住宅ストック、二戸一住宅や低層のアパートが建設されたのがこの時期だった。自治体の境が最終的に決められ、その中の地区ができた。バーゲンライン、セントラル、ニューアーク、オーシャンなど各アベニュの商店街が著名になった。ジャーナル広場は事業、ショッピング、娯楽のメッカとなり、そこにあった「ジャージー・ジャーナル」から広場の名前が付けられ、ロウズ・ジャージーシアターやスタンリー・シアターなど映画館もできた。

### 世界大戦とニューディール

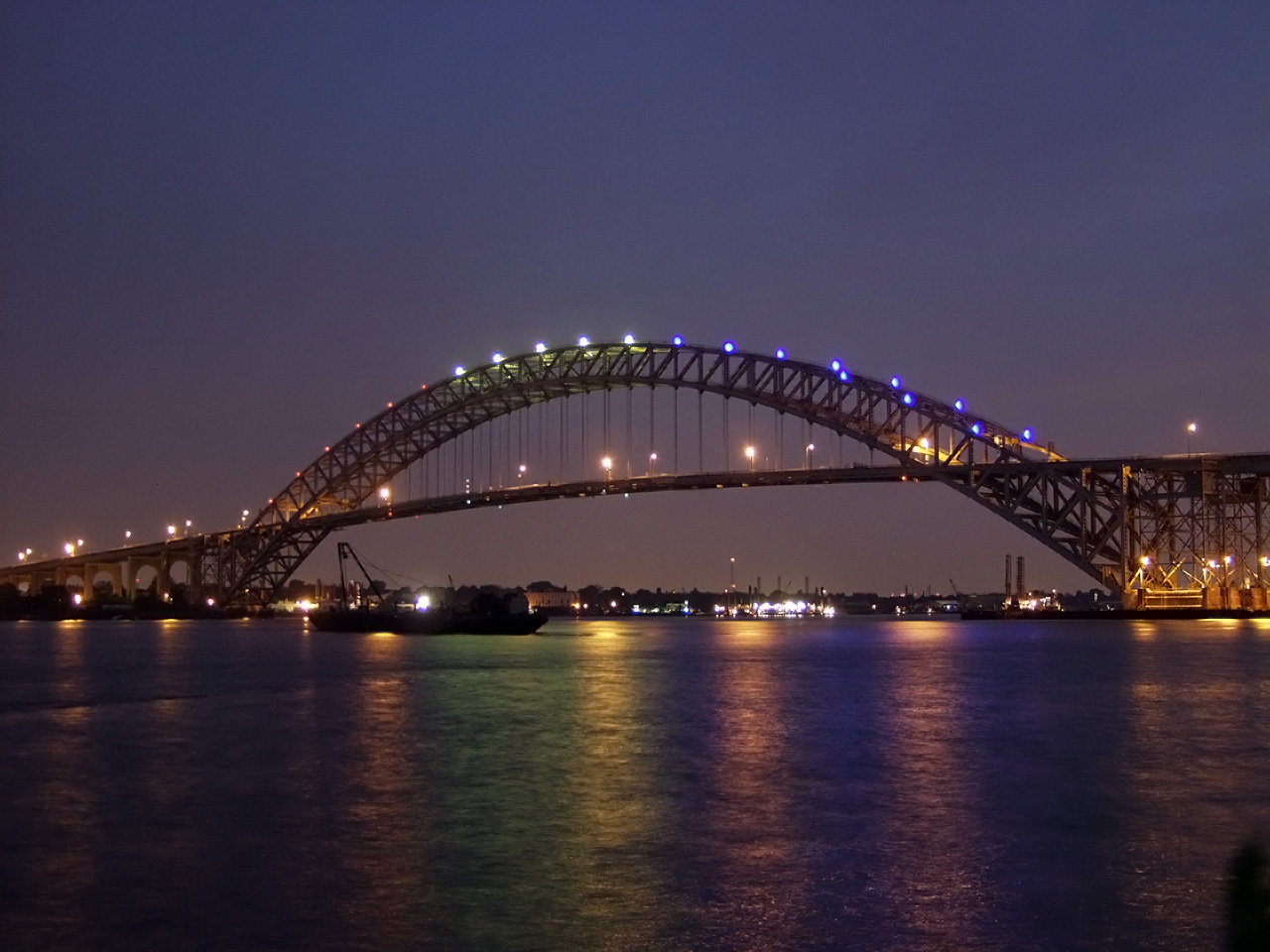
夕暮れのベイヨン橋

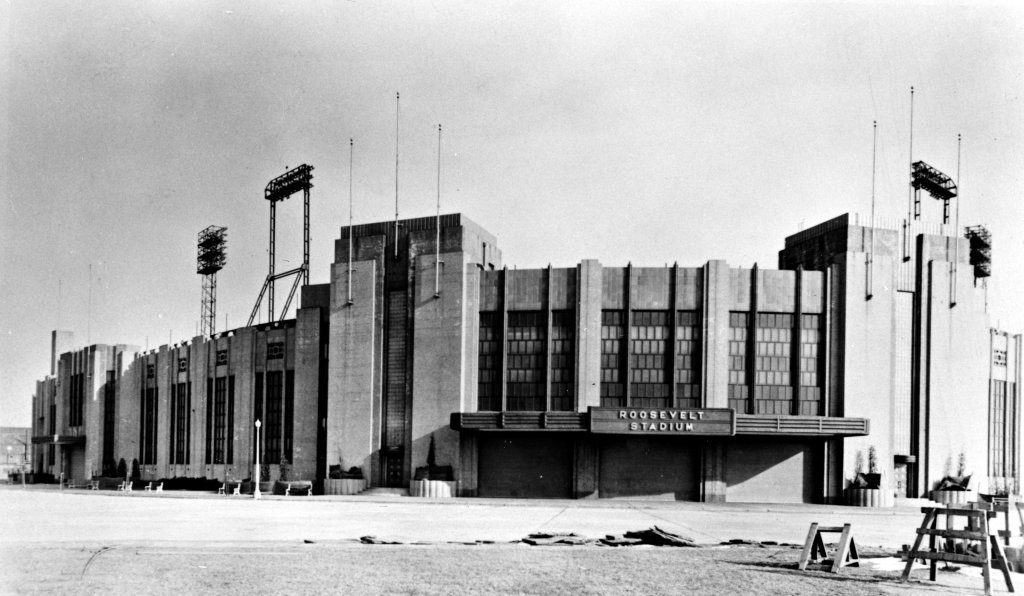
ルーズベルト・スタジアム入り口（1940年頃）

アメリカ合衆国が第一次世界大戦に参入すると、政府はホーボーケンのハンバーグ・アメリカ汽船の桟橋を土地収用下に置き、「ドウボーイ」と呼ばれた300万人以上の兵士が出征するポイントになった。1916年、ドイツのエージェントがニューヨーク湾ブラックトムにあった弾薬庫に爆弾を仕掛けたときに、破壊行為が文字通り、また比喩的にもこの地域を震撼させた。ニューヨーク・ニュージャージー港湾公社の前身が1921年4月30日に設立された。戦間期に巨大な交通プロジェクトが実行された。例えば、1927年のホランド・トンネル、1931年のベイヨン橋、1937年のリンカーン・トンネルができて、ニュージャージーとニューヨーク市の間に車の通行が可能になった。ハッケンザック川に架かるプラスキ・スカイウェイも建設された。後にニュージャージー市立大学となるものが開校した。公共事業促進局のプロジェクトには、ジャージーシティやユニオンシティでのスタジアム建設が含まれていた。どちらもフランクリン・ルーズベルト大統領に因んで名付けられた。プロジェクトの中でも最大のものはアール・デコ調で建設された大型複合施設であるジャージーシティ医療センターであり、そのオープニングには大統領も出席した。この時期、「ハドソン郡民主党マシーン」がその縁故主義と汚職で知られ、ジャージーシティ市長のフランク・ハーグがそのボスとなって権力を奮った。ハドソン郡の製造業は第二次世界大戦の遂行に重要なものとなり、ベイヨンのエルコ社では魚雷艇が製造された。ベイヨンのミリタリー・オーシャン・ターミナルは1942年に軍事基地として開設され、1999年まで運営されていた。

### 戦後
戦後も海運と製造業が地元経済を支配し続けた。労働組合が良い給与を保証した。帰還兵の中にはGI住宅法の特典を生かして近くの郊外に引っ越した者もおれば、民族や家族の絆を大切にして都市に留まった者もいた。伝説的な野球選手ジャッキー・ロビンソンはルーズベルト・スタジアムでマイナーリーグのデビューを果たし、野球における人種の壁を破った。ニューヨーク湾沿岸の都市化された地域社会と同様に、民族や経済の特定集団が地域を離れ、その後を別の集団で置き換えられるような現象がおきた。大企業がその後に続くようになると、郡の社会経済的格差が大きくなった。古い経済基盤は崩壊した。スラムと呼ばれた町を壊し、助成金付き中流家庭向け住宅を建設することで住民の動きを安定させる試みが行われた。所謂「良き隣人」というポケットが落ち込んでいく者達との紛争になった。土地・住宅価格が低いことで次の移民の波が起こった。その多くはラテンアメリカからであり、郡内で家を借りるか購入した。ノースハドソン、特にユニオンシティでは、キューバ革命を逃れてきた難民が住んだ。1964年にはジャージーシティで暴動が起こった。

### 2000年前後

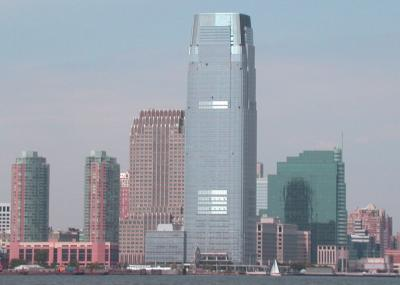
リバティ州立公園から見たイクスチェンジ・プレイス

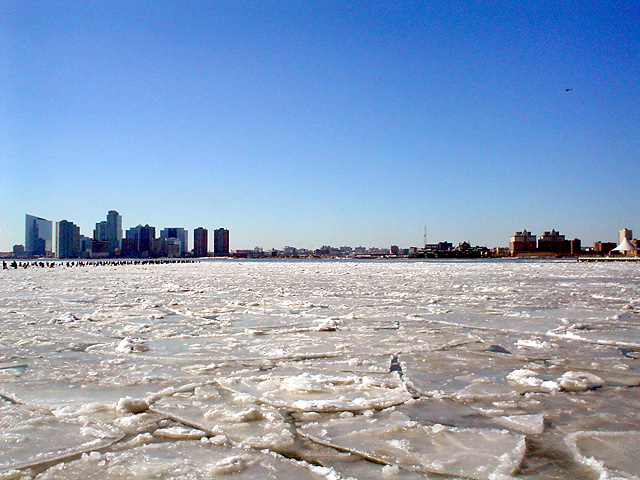
ハドソン川から見たパボニアとホーボーケン中心街

1990年代半ばから、不動産の投機と開発、人口増があり、新しい住民がウォーターフロントに多い既存住宅や中高層のマンションを購入した。1980年代に高級化として始まったものが地域の本格的な再開発となり、多くの郊外居住者、帰化アメリカ人、国際人、移民がハドソン川のジャージー側をその拠点にし始め、不動産ブームもあって投資の機会を求めた。ウォーターフロントの特定地域や使われなくなった工場跡地、とくに昔の鉄道沿線の開発で商業開発が進んだ。2001年に起きたアメリカ同時多発テロ事件で、ワールド・トレード・センターが崩壊したことは、ハドソン郡にも衝撃だった。ローワーマンハッタンに近いことで、待避場所となり、マンハッタンで働いていた多くの者が職を失い、多くの会社が川を越えてオフィス空間を求めた。土地利用計画の変更、ハドソン-バーゲン・ライトレールの開通などにより建設ブームが加速された。ニュージャージーでは地方政府の自治については長い歴史もあったので、都市化が進み、人口密度は最高だったが、ハドソン郡の社会はバラバラになったままだった。ハドソン川の入江や運河、ニュージャージー・パリセイズの崖や鉄道という地理的な要素、民族的な多様さも関係した。開発が進むと、この伝統的な考え方の妥当性が問われている。

## 都市
名称の後の数字は右図の番号である。
- 1. ベイヨン市、1

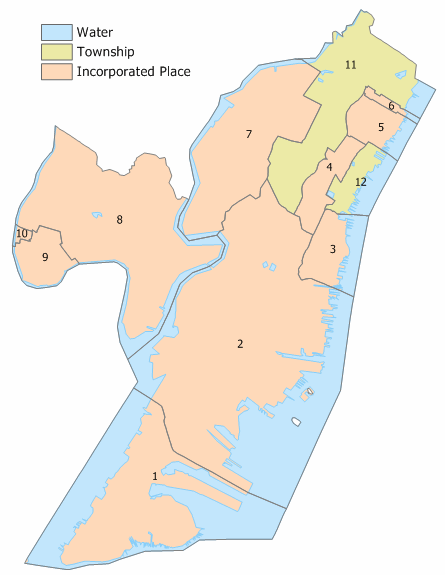
ハドソン郡の自治体

- 2. ジャージーシティ市、2 - 郡庁所在地
- 3. ホーボーケン市、3
- 4. ユニオンシティ市、4
- 5. ウェストニューヨーク町、5
- 6. グッテンバーグ町、6
- 7. セコーカス町、7
- 8. カーニー町、8
- 9. ハリソン町、9
- 10. イーストニューアーク・ボロ、10
- 11. ノースバーゲンタウンシップ、11
- 12. ウィホーケンタウンシップ、12

## 地理

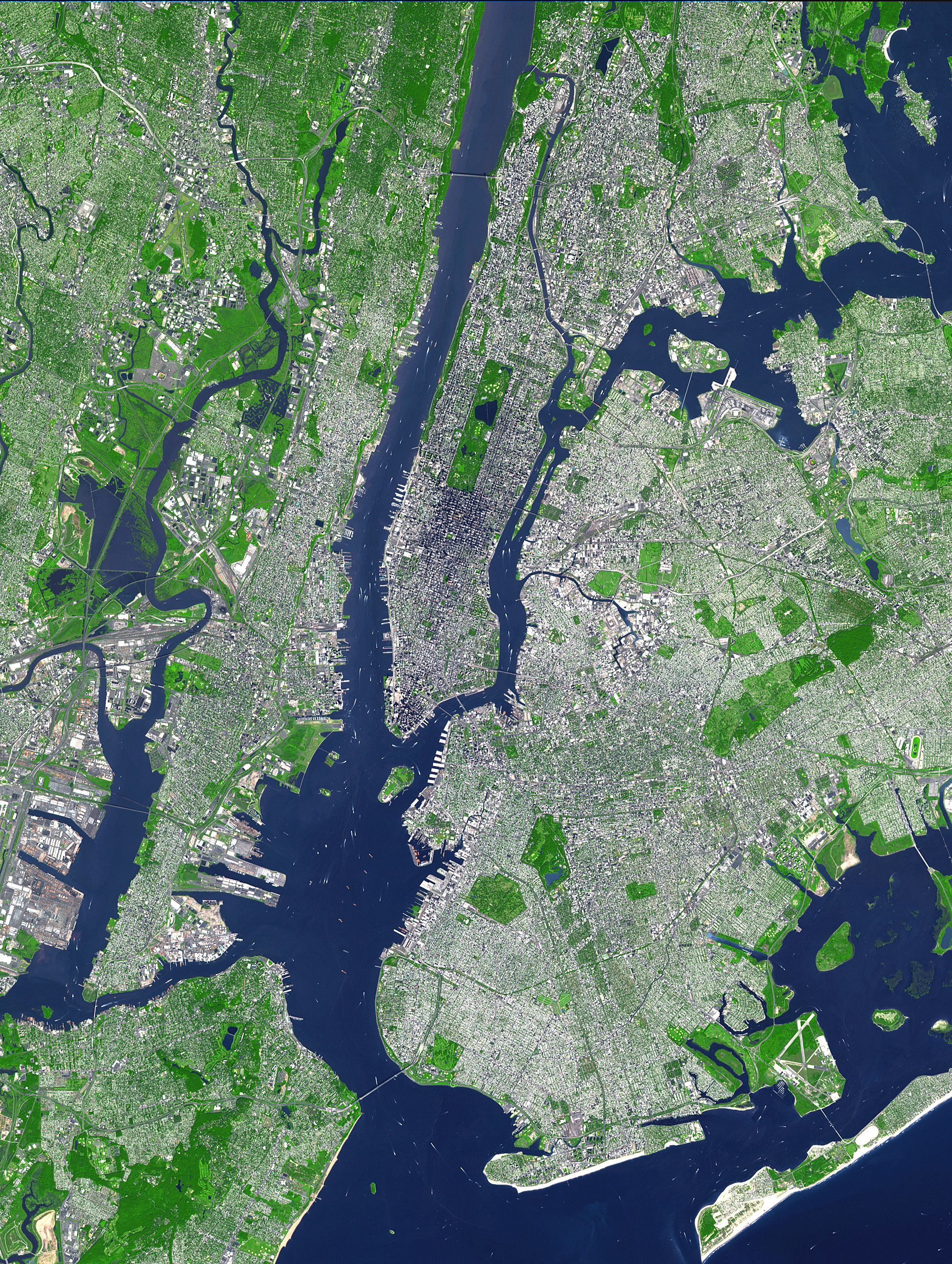
ニューヨーク大都市圏の衛星写真、この範囲に1,000万人以上が住んでいる。ハドソン郡は左の半島にある

アメリカ合衆国国勢調査局に拠れば、郡域全面積は62.31平方マイル (161.4 km2)であり、このうち陸地46.19平方マイル (119.6 km2)、水域は16.12平方マイル (41.8 km2)で水域率は25.87%である。州内で面積最少の郡である。
ハドソン郡はニューヨーク大都市圏の中で、ニュージャージー州北東部の3州地域中心にある。東はハドソン川とアッパーニューヨーク湾、南はキル・バン・クル、西はニューアーク湾とハッケンザック川あるいはパセーイク川に囲まれ、北と西に唯一陸上の境界をバーゲン郡と共有している。

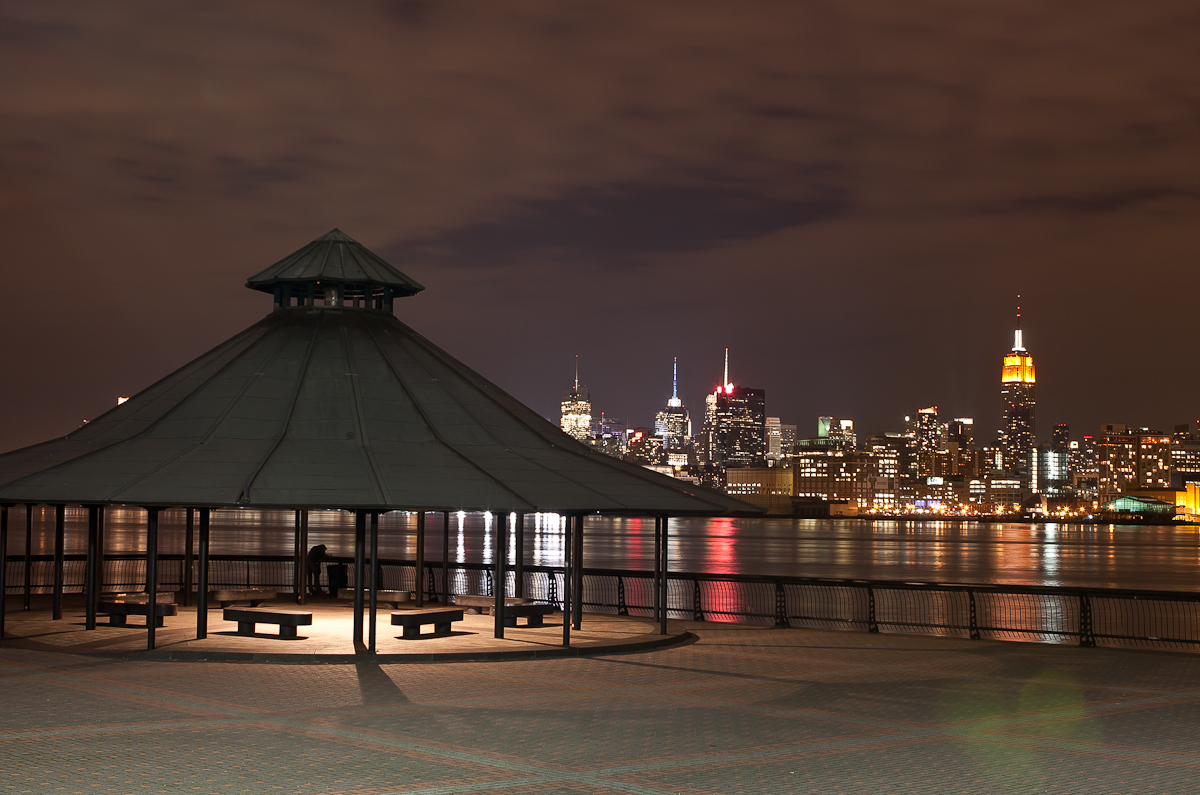
ホーボーケンからニューヨーク市ミッドタウンを望む

地形的な特徴は、東のハドソン川を見下ろすニュージャージー・パリセイズの崖が北部にあり、またその西側斜面はやや険しいケスタである。南の半島に向かって徐々に高度を下げ、海岸部は平坦である。西部のハッケンザック川とパセーイク川の周辺はニュージャージー・メドウランズの一部である。
郡内最高地点はウェストニューヨークにあり、海抜79メートルである。最低地点は海面である。
リバティ州立公園の対岸にあるリバティ島、エリス島はハドソン郡の水域に入っており、その水域はニューヨーク州境まで広がっている。リバティ島はニューヨーク市に属している。エリス島はニュージャージー州とニューヨーク州が共同管理している。その土地の10分の9はハドソン郡に入り、残りがニューヨーク市である。キル・バン・クルに浮かぶシューターズ島もニューヨーク市と分け合っている。ロビンス・リーフ灯台はベイヨンとジャージーシティのウォーターフロントに並行して走る岩礁の上にある。

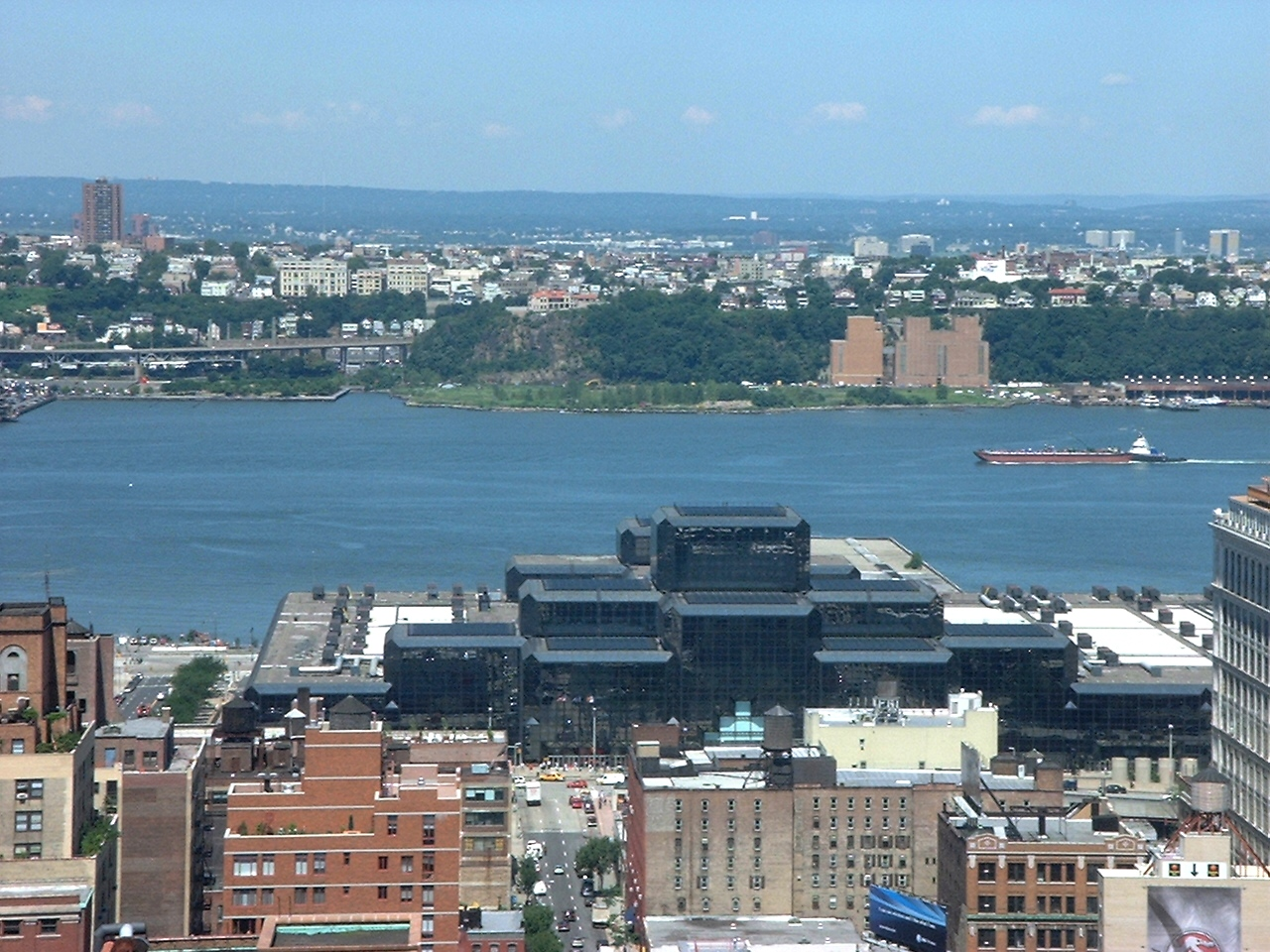
ハドソン川と断崖（パリセイズ）

隣接する郡としては、東のニューヨーク州ニューヨーク郡（マンハッタン）とキングス郡（ブルックリン）、南はニューヨーク州リッチモンド郡（スタテン島）、西はニュージャージー州エセックス郡とユニオン郡、北と西は唯一陸続きのバーゲン郡がある。ニューヨーク市のマンハッタンに近いためにニューヨーク市の6つめの区と言われることもある。
郡域の大半はハッケンサック川とハドソン川の間にあって、長く細い半島になっている（バーゲンネックとも呼ばれる）。連続した市街化区域にあり、自治体の境は意識されない。これら境界と多くの岡や入江がある地形によって地区が分けられている。ケネディ・ブールバードが半島を南北に貫いている。バーゲンヒルを横切る鉄道や道路のために多くの切土が造られている。

### 隣接する郡
- バーゲン郡 - 北
- ニューヨーク郡 (ニューヨーク州) - 東
- キングス郡 (ニューヨーク州) - 東
- リッチモンド郡 (ニューヨーク州) - 南
- エセックス郡 - 西
- ユニオン郡 - 西
- バーゲン郡 - 西

## 交通

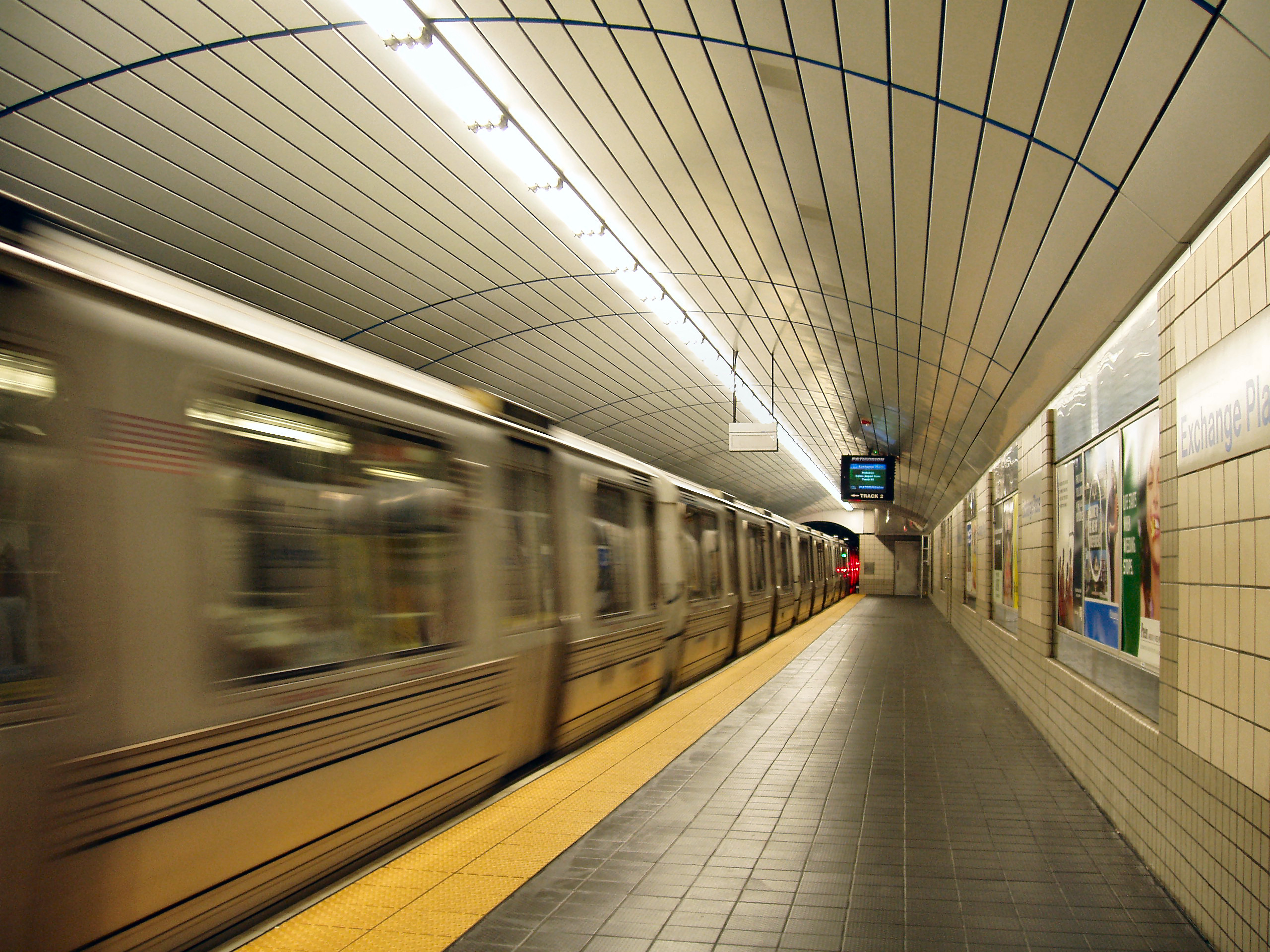
イクスチェンジプレイス駅

アメリカ合衆国北東部メガロポリスと北東回廊の鉄道や道路が集まってハドソン郡を通っており、大きな交差点ということができる。広大な州間高速道路、州道、有料道路、また川を横切る自動車道のネットワークにアクセスできる。長距離列車やバス路線も郡内を通るが、アムトラックや全国的なバス運行会社であるグレイハウンドとトレイルウェイズは郡内に拠点を持たない。マンハッタンに向けた地方や州間のバス路線があり、ライトレールやハドソン川を渡すフェリーもあり、ノースジャージー、ジャージー海岸、トレントンに向かう通勤電車もある。鉄道、地上交通、フェリーの大半はニューアーク、ローワーマンハッタンとミッドタウン、ハドソン川ウォーターフロントに向かう通勤客を対象にしている。公共交通機関は様々な公立あるいは民間の機関が運行しており、中でもニュージャージー・トランジット、ニューヨーク・ニュージャージー港湾公社、NYウォーターウェイが著名である。

### ハブ
ホーボーケン駅、32番通りのバーゲンライン・アベニュー、48番通り、ノースハドソンのナンゲッサーズ、ジャージーシティのジャーナル広場高越センターとイクスチェンジ・プレイスが、主要な交通結節点になっている。マンハッタンのミッドタウンにある港湾公社バスターミナルとペンシルベニア駅 (ニューヨーク)、ローワーマンハッタンのワールド・トレード・センター、ニューアークのペンシルベニア駅 (ニューアーク)もこの交通ネットワークの中で重要な役割を果たしている。セカーカス・ジャンクション駅は8つの通勤鉄道線が集まっている。

### 鉄道

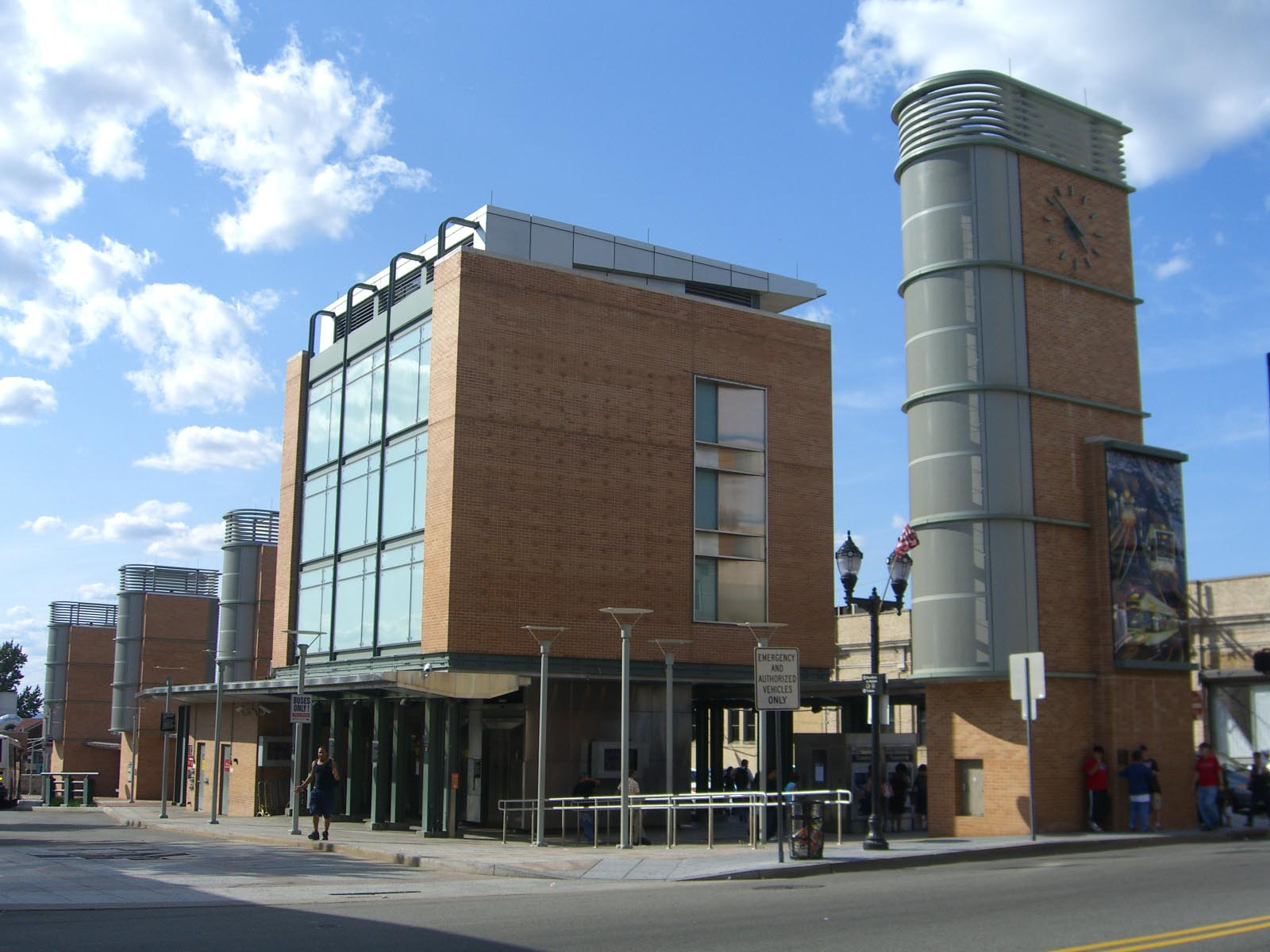
バーゲンライン駅、バーゲンライン・アベニューと家根デイ・ブールバードの間の49番通りにある。ユニオンシティ、ウェストニューヨーク、ノースバーゲンの市境になる

- ハドソン・バーゲン・ライトレール：ベイヨン、ジャージーシティ、ホーボーケン、ウィホーケン、ユニオンシティ、ノースハドソンを通る[26]
- ニュージャージー・トランジット・ホーボーケン部門：本線はサファーン駅までと、ニューヨーク大都市圏交通公社、メトロノース鉄道との共同でポートジャービスまでの急行線。バーゲン郡線、パセーイクバレー線、モントクレア・ブーントン線、モリス・アンド・エセックス線、北ジャージー海岸線、ラリタン・バレー線、メドウランズ鉄道線がある[26]
- ニュージャージー・トランジット・ニューアーク部門：セコーカス・ジャンクション駅あるいはPATHを経由して、北東回廊 と北ジャージー海岸線と接続
- パストレイン (PATH)：24時間地下鉄大量輸送機関であり、ニューアークのペンシルベニア駅、ハリソン駅、ジャーナル広場、ジャージーシティ中心街、ホーボーケン駅、ミッドタウン・マンハッタン、ワールド・トレード・センターを通る

### 水運
ハドソン郡はニューヨーク・ニュージャージー港の中心にあり、1980年代から広範なフェリー体系の再生を図ってきた
- NY ウォーターウェイ：ウィホーケン・ポートインペリアル、ホーボーケン駅、ポーラスフック・フェリーターミナルからフェリーを運航。行き先はマンハッタンのウェストミッドタウン・フェリーターミナル、バッテリーパーク・シティフェリーターミナル、ピア11/ウォールストリートであり、またラリタン・ベイショアにも向かう
- リバティ・ウォーター・タクシー：リバティ州立公園、ポーラスフック、バッテリーパーク・シティの間を運航
- スタチュー・クルーズ：エリス島とリバティ島へ運航[27][28][29]
- ケープリバティ・クルーズポート：ベイヨン、ニューヨーク・ニュージャージー港にある乗船客ターミナル3か所の1つ
- ポート・ジャージー：ニューヨーク・ニュージャージー港にあるコンテナヤード4か所の1つ

### 道路
主要高規格道路としてはニュージャージー州道3号線、同7号線、同139号線、同185号線、同440号線、同495号線があり、州間高速道路では78号線、95号線、280号線、アメリカ国道ではアメリカ国道1号線、同9号線が走っている。さらにニュージャージー・ターンパイク（州間高速道路95号線）やプラスキー・スカイウェイもある。ニューヨーク市に向かうには、リンカーン・トンネル、ホランド・トンネルがあり、スタテン島にはベイヨン橋がある。郡道501号線がケネディ・ブールバードとして半島を貫通している。
ニュージャージー・トランジットのバス便がマンハッタン向けに運行されている。また郡内各所に向かうバスルートもある。さらに民間バス会社がダラー・バンを運行して補っている。
2013年、ケネディ・ブールバードとアメリカ国道1号線/9号線が、ニュージャージー州、ニューヨーク州、コネチカット州の中で、歩行者にとって最も危険な道路10傑の中に挙げられた。2009年から2011年の間にケネディ・ブールバードでは6件の歩行者死亡事故があり、ランキングの第6位に、アメリカ国道1号線/9号線では5件の事故があり、ランキングの第10位になった。アメリカ国道1号線/9号線はニュージャージー州警察が監視し、ケネディ・ブールバードはそれが通る自治体がパトロールしている。ハドソン郡の道路で2009年は12人、2010年は14人、2011年は11人と合計37人の歩行者が亡くなった。州警察の統計では2012年に9人が死亡した。2010年から2012年の間に自動車事故で25人が死亡している。

### 空港
郡内にある空港の大半はニューヨーク・ニュージャージー港湾公社が運営している。
- ニューアーク・リバティ国際空港 (EWR)：20キロメートル離れたニューアークにあり、ハドソン郡から最も近い定期便運行空港
- ラガーディア空港 (LGA)：20キロメートル離れたクイーンズ区フラッシングにある
- ジョン・F・ケネディ空港 (JFK)：31キロメートル 離れたクイーンズ区ジャマイカベイにある
- テターボロ空港 (TEB)：ハッケンサック・メドウランズにあり、民間、企業の飛行機が利用する
- エセックス郡空港：コールドウェルにあり、一般用途空港である

## 人口動態
ハドソン郡の人口密度は国内第6位である。上位にはニューヨーク市に4つの区とカリフォルニア州サンフランシスコ郡がある。
以下は2010年国勢調査による人口統計データである。（　）内に2000年データを示す。
| 基礎データ - 人口: 634,266人 (608,975人) - 世帯数: 246,437 世帯 (230,546 世帯) - 家族数: 148,355 家族 (143,630家族) - 人口密度: 5,301.7人/km2（13,731.4人/mi2）(5,036, 13,044) - 住居数: 270,335軒 (240,618軒) - 住居密度: 2,260軒/km2（5,853軒/mi2）(1,990, 5,154) 人種別人口構成 - 白人: 54.05% (55.58%) - アフリカン・アメリカン: 13.23% (13.48%) - ネイティブ・アメリカン: 0.64% (0.42%) - アジア人: 13.39% (9.35%) - 太平洋諸島系: 0.05% (0.06%) - その他の人種: 14.25% (15.48%) - 混血: 4.39% (5.63%) - ヒスパニック・ラテン系: 42.23% (39.76%) 先祖による構成（2000年データ） - イタリア系：9.9% - アイルランド系：6.7% 年齢別人口構成 - 18歳未満:20.7% - 18-24歳: 10% - 25-44歳: 36% - 45-64歳: 22.9% - 65歳以上: 10.4% - 年齢の中央値: 34歳 - 性比（女性100人あたり男性の人口） - 総人口: 97.9 - 18歳以上: 95.9 | 世帯と家族（対世帯数） - 18歳未満の子供がいる: 27.6% - 結婚・同居している夫婦: 37.8% - 未婚・離婚・死別女性が世帯主: 16.4% - 非家族世帯: 39.8% - 単身世帯: 29.9% - 65歳以上の老人1人暮らし: 8.3% - 平均構成人数 - 世帯: 2.54人 - 家族: 3.2人 収入と家計（2000年データ） - 収入の中央値 - 世帯: 40,293米ドル - 家族: 44,053米ドル - 性別 - 男性: 36,174米ドル - 女性: 31,037米ドル - 人口1人あたり収入: 21,154米ドル - 貧困線以下 - 対人口: 15.5% - 対家族数: 13.3%（国内最少） - 18歳未満: 22.0% - 65歳以上: 15.7% |

- アメリカ合衆国国勢調査局による2009年推計では、ジャージーシティが国内人口10万人以上の都市として人口密度で第78位だった。全国の100傑に入っている郡内の都市はこの1つだけである[37]
- 人口5万人以上の都市では、ユニオンシティが第1位だった[38][39]
- ノースバーゲンは、単位面積当たりの丘陵の多さで国内第2位だった。1位はサンフランシスコ市である[40]
- ノースハドソンは、キューバ系アメリカ人の数で国内第2位だった。1位はフロリダ州マイアミ市である[39]
- ジャージーシティは、構成民族の多様さで国内第21位であり、アメリカ東海岸では第1位だった[41]
- 外国生まれの住民比率では、ハドソン郡内の3つの町が国内100傑に入っていた[42]

## 政治

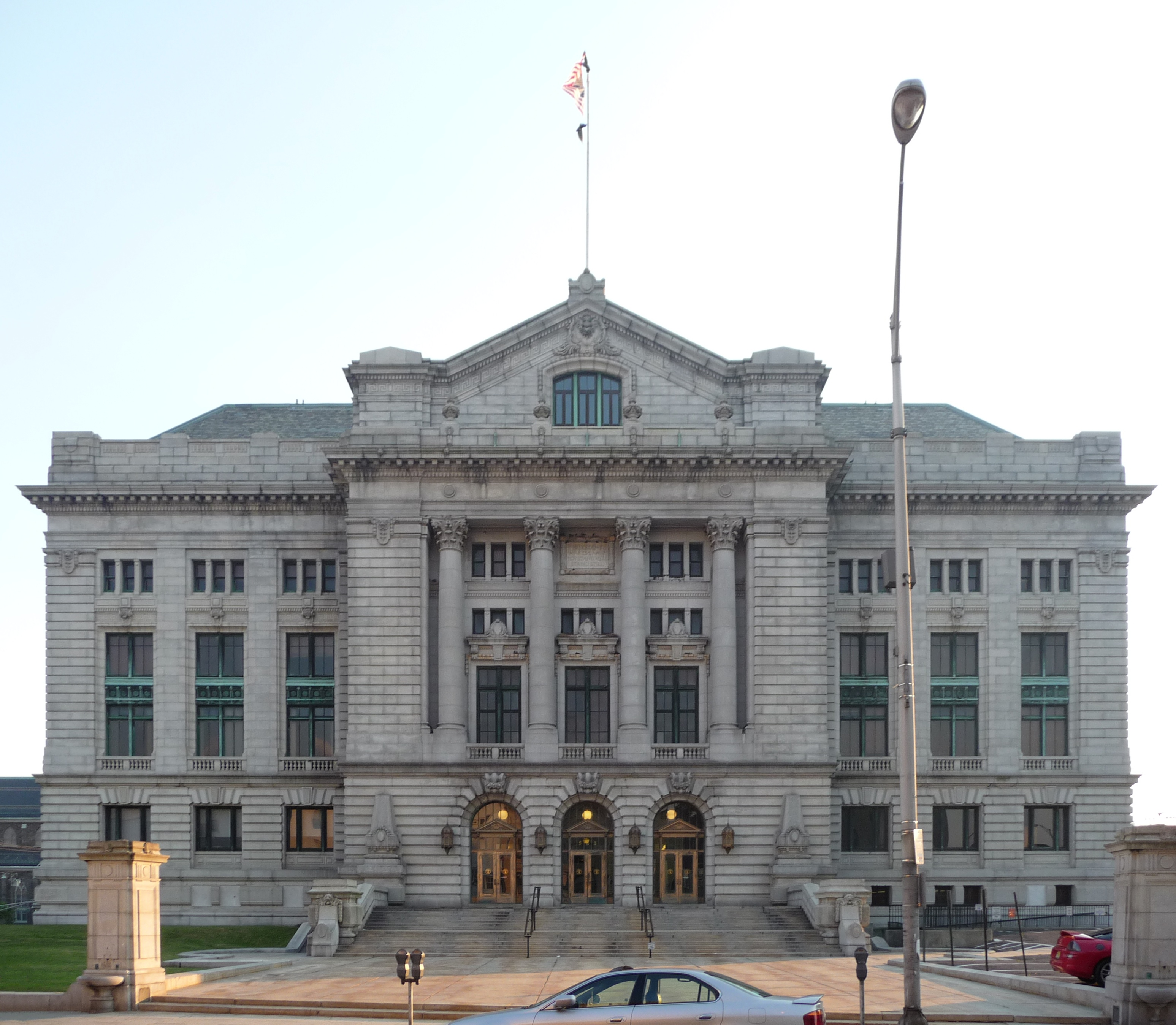
ハドソン郡庁舎、ウィリアム・J・ブレナン判事の名を冠している

ハドソン郡は郡執行官形態の政府を採っており、執行官は直接選挙で選ばれる。執行官は郡政委員会（ニュージャージー州では "Board of Chosen Freeholders" と呼ばれる）と共に立法機能を果たし、郡の事業を管理している。郡政委員会は9人の委員で構成され、人口に比例して分けられた9つの選挙区からそれぞれ1人が同日の選挙で選ばれている1月初めに開催される委員会で互選により議長と副議長を選出する
アメリカ合衆国下院議員の選挙ではニュージャージー州第8、第9および第10選挙区に入っている。2013年時点ではすべて民主党議員を選出している。
ハドソン郡の郡庁舎はジャージーシティのジャーナル広場北東、ニューアーク・アベニュー沿いのファイブコーナー近くにある、郡庁舎と隣接する管理ビルには様々な裁判所、機関、部門が入っている。裁判所は自治体の地方裁判所とハドソン郡上級裁判所がある。
多くの郡事務所と郡保安官のパトロール本部が、ジャージーシティのコーネリソン・アベニュー257のハドソン郡プラザにある。ハドソン郡矯正施設はサウスカーニーにある。セコーカスのカウンティ・アベニューにはハドソン郡メドウビュー精神病院がある。

### 選挙
ハドソン郡は民主党を強く支持している。

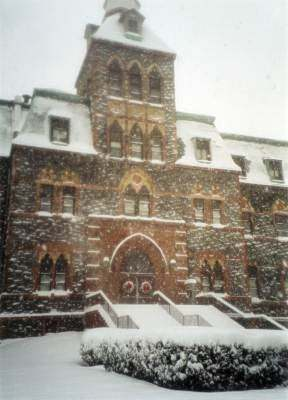
エドウィン・A・スティーブンス・ビル

- 2004年アメリカ合衆国大統領選挙では、民主党のジョン・ケリーが共和党のジョージ・W・ブッシュに対して35.3%差で郡を制した。州全体ではケリーが6.7%差で勝った[46]
- 2008年では、民主党のバラク・オバマが共和党のジョン・マケインに対して46.3%差で郡を制した
- 2005年ニュージャージー州知事選挙では、民主党のジョン・コーザインが共和党のダグ・フォレスターに対して、3対1の大差で郡を制した[47][48]
- 2009年ニュージャージー州知事選挙では、コーザインが76,145を得て、共和党クリス・クリスティの29,301票を抑えたが、州全体ではクリスティが3％差で勝利した[49]

アメリカ合衆国上院議員のボブ・メネンデスはハドソン郡出身であり、ジョン・コーザインは長年ホーボーケン住人だった。

## 教育
郡内の高等教育機関としては、ジャージーシティにあるハドソン郡コミュニティカレッジ、ニュージャージー市立大学、セントピーターズ・カレッジ、ホーボーケンにあるスティーブンス工業大学がある。フェニックス大学とラトガース大学が郡内で授業を行っている。クライスト病院看護学校は1890年に設立され、1999年からハドソン郡コミュニティカレッジと共同授業を行っている。2014年にはベイヨン医療センター看護学校と合併する予定である。
各自治体には公立教育学区がある。そのうち2つを除いては独自の公立高校がある。イーストニューアークの生徒はハリソン高校に、グッテンバーグの生徒はノースバーゲン高校に入学する。ハドソン郡工業学校は公立高校と成人職業訓練校を兼ね、ノースバーゲン、ジャージーシティ、ユニオンシティ、ハリソンにある。その他私立や教区の小学校、中等学校が郡内にあり、その多くはハドソン郡学校対抗競技協会のメンバーである。

## 公園とレクリエーション

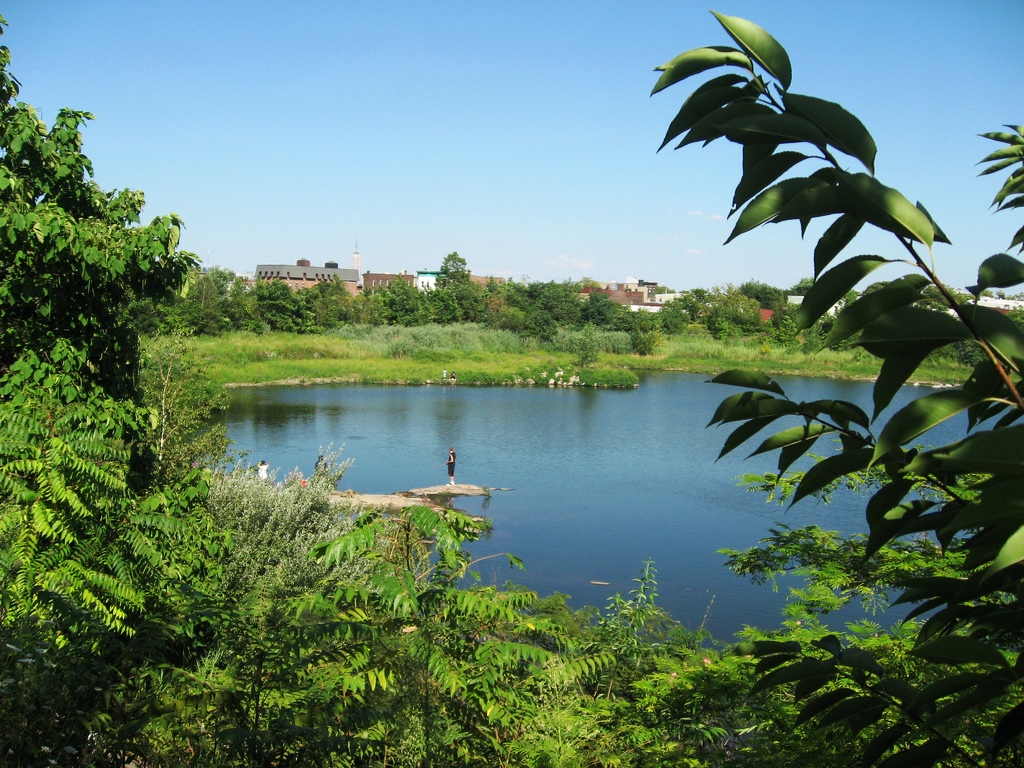
貯水池3号

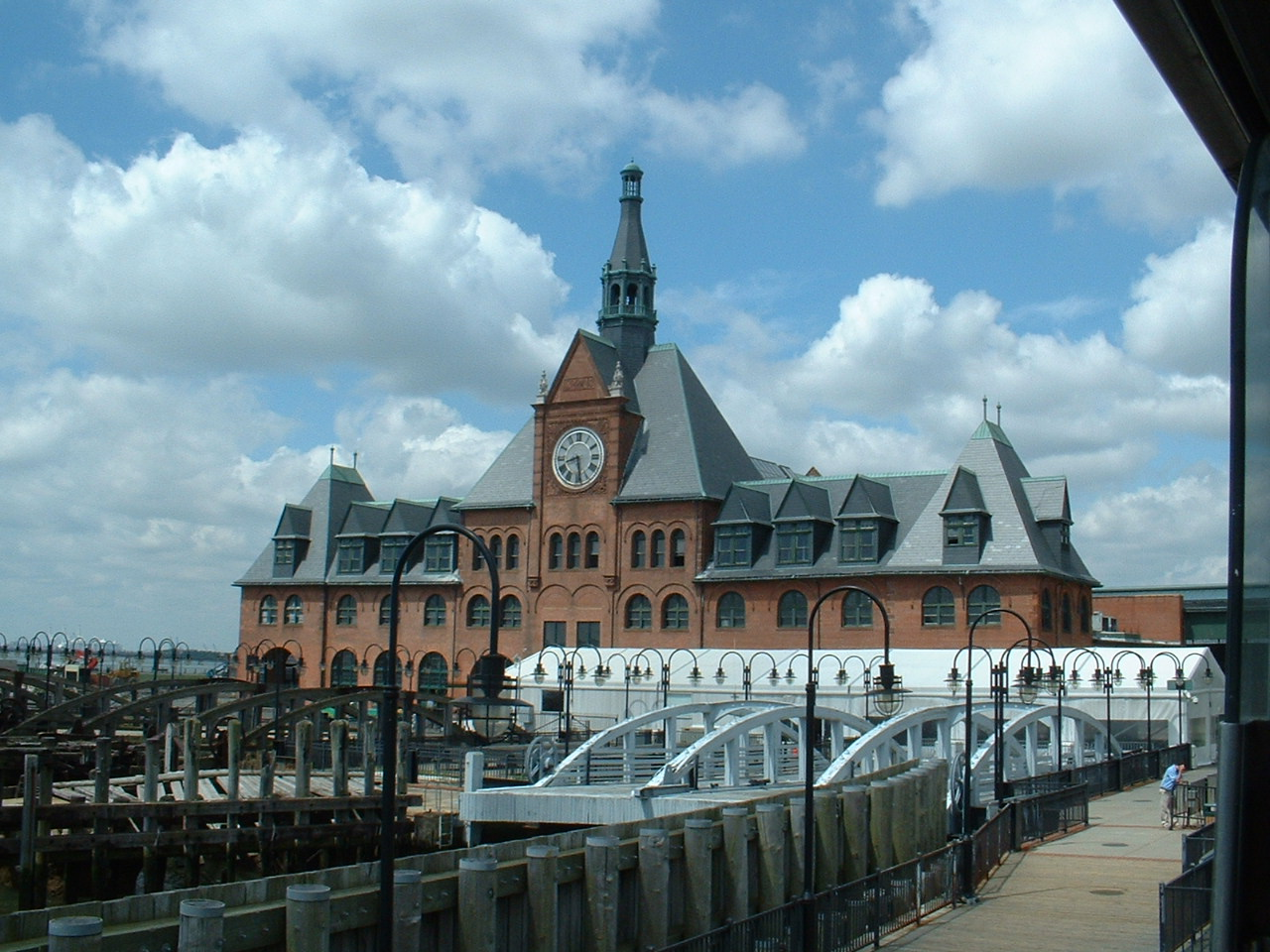
リバティ州立公園のCRRNJ ターミナル、前面にフェリー

郡内には多くの郡立公園がある。ハドソン郡公園、マーサー公園、リンカーン公園、ワシントン公園、コロンブス公園、ノースハドソン公園、ウェストハドソン公園、ローレルヒルなどである。
市民公園やプラザも多く、その中には19世紀に「市民広場」として開発されたものもある。ハミルトン公園、チャーチスクエア公園、エルスワース公園がある。
ドイツ系アメリカ人の民族祭が1874年から毎年シューツェン公園で続いている。この民間公園と、西斜面に特徴的なフラワーヒル、グローブチャーチ、ホーボーケン、マクフェラー、ウィホーケンなど近くにある多くの墓地が、ハドソン郡北部の「グリーンラング」を作っている。
ジャージーシティ貯水池3号とパーシングフィールドは郡内最大級の緑地である。この貯水池は現在使われていないが、レクリエーションと自然保護の場所になっている。ウィホーケンハイツにあるハッケンザック2号貯水池は公開されていない。2009年にウィホーケンとユニオンシティで広大なアスレティックフィールドがオープンした。ユニオンシティのものは元ルーズベルト・スタジアムがあった場所である。
川沿いには遊歩道が開発されている。ハドソン川ウォーターフロント・ウォークウェイとハッケンザック・リバーウォークである。セコーカス・グリーンウェイの一部は、最終的にノースエンド、シュミットの森、ミルクリーク・ポイント公園、ハーモン・メドウ・プラザなど町の各地区を繋ぐことになる。カーニー・リバーバンク公園はパセーイク川沿いにある。ハーシマス・ステム・エンバンクメントの将来は不確かだが、多くの町の団体が、緑地として、おそらくはイーストコースト・グリーンウェイの一部として公開されることを期待している。
リバティ州立公園は郡内最大の公園であり、かつて広大な牡蠣の岩礁があった場所にあり、工業、鉄道、海運のために埋め立てられたが、1970年代に再生された。リバティ島、エリス島は国定保護地域であり、自由の女神像が建っており、リバティ州立公園の対岸、ハドソン郡の水域にある。フェリーを利用して行くことができる。
ニュージャージー・メドウランズ委員会はリバーベンド湿地保護地、イースタン・ブラシシュ沼、カーニー沼、メドウランズ環境センターがあるデコート公園など、その管轄内で幾つかの地域を湿地保護区として指定してきた。

## 経済
ハドソン郡では様々な企業や産業が本社を置いているか、あるいは起業の地としてきた。セコーカスにはマイネットワークTVの旗艦局であるWWOR-TV、ニューヨーク・レッドブルズ、MLBネットワーク、NBAエンタテインメント、ゴーヤ・フーズ、ザ・チルドレンズ・プレース、ハーツ・マウンテンがある。
ジャージーシティにはベリスク・アナリティクスと、アメリカでも最長のFMラジオ局WFMUがある。
ホーボーケンは最初のブリンピー・レストランが生まれた所であり、出版社のジョン・ウィリー・&サンズが本社の1つを置いている。
ユニオンシティは20世紀に「アメリカの刺繍首都」であり、その産業の商標が市章に使われている。
ノースバーゲンにはザ・ビタミン・ショップの本社がある。
ウィホーケンにはニューヨーク・ウォーターウェイの本社とスウォッチ・グループUSA、UBS、ハーツ・マウンテンの事務所がある。
ニュージャージー州の特にハドソン郡では優遇税制があるので、テレビのプロデューサーが昔から目を付けてきた。HBOの刑務所ドラマ『OZ/オズ』はベイヨンの古い倉庫で撮影され、この番組の多くは、今は無くなった軍隊オーシャンターミナル基地の周辺で撮影された。NBCのドラマ『LAW & ORDER:性犯罪特捜班』は、ノースバーゲンにあるNBCの古文書館で警察署と裁判所のシーンを撮影した。2010年の放送分はセコーカスのメドウランズ・パークウェイなど郡内各地で撮影した。ドラマ『Mercy』はセコーカスの倉庫、ウィホーケンの民家、ジャージーシティの公立学校で撮影された。2010年にクリス・クリスティ州知事が映画、テレビの優遇税制を中止した後は、『LAW & ORDER:性犯罪特捜班』や『Mercy』の撮影はニューヨーク州に移された。

## 博物館、ギャラリー、展示場
郡内には幾つかの博物館や展示場があり、その中には常設展示物を維持しているものもある。地元の文化、歴史、環境などに焦点を当てたものが多い。年間を通じて行事があり、建築、地元の芸術家作品、民族文化が脚光を浴びている。民間のギャラリーもある。次は会場のリストである。
- アフリカ系アメリカ人歴史文化社会博物館[80][81]
- ベイヨン・コミュニティ博物館[82]
- ベイヨン消防士博物館[83]
- ニュージャージー・セントラル鉄道ターミナル[84]
- リバティ科学センター、科学教育、環境、健康、発明
- リバティ州立公園、解説センター、自然と都市環境
- カルチャル・スレッド/エル・ヒロ[85]刺繍の歴史、多様さ、技法
- ダンフォース・アベニュー駅、掘り出し品[86][87]
- ディクソン・ミルズ[88]、元ジョセフ・ディクソン坩堝社のあった場所
- エリス島移民博物館[89]
- ファイブコーナーズ図書館支所、ギャラリー、音楽と美術に特化
- ホーボーケン・アーティストスタジオ・ツアー[90]
- ホーボーケン消防署博物館
- ホーボーケン歴史博物館[91]、歴史と当代芸術
- ホーボーケン・ハウスツアー[92]、毎年10月に民間、公共の建物も公開する
- ホーボーケン公共図書館[93]、地元の歴史と芸術
- ハドソン郡庁舎、初期の歴史を描く壁画、当代作品
- ハドソン川ウォーターフロント・ウォークウェイ、環境と開発の歴史に関する銘板とパネル
- カーニー博物館[94]
- ハドソン郡YAM[95]
- ジャージーシティ・アーティストスタジオ・ツアー[96]
- ジャージーシティ博物館[97][98]
- ロシア美術館
- ニュージャージー・ルーム[99]、ジャージーシティ公共図書館本館、歴史文書、写真などの公共アーカイブ
- マナ・コンテンポラリー[100]
- マーティン・ルーサー・キング駅[101][102]、公民権運動の指導者と運動の記念
- メドウランズ展示センター、見本市と文化祭[103]
- モンロー・センター[104]
- ニュージャージー市立大学[105]
  - レマーマン・ギャラリー
  - 視覚芸術ギャラリー
  - 彫刻庭園
- セントピーターズ・カレッジ・アートギャラリー[106]
- 自由の女神像[107]
- ウィリアム・V・マスト文化センター[108]

## 気候
近年、郡庁所在地であるジャージーシティ市の平均気温は1月の27°F (-3 ℃) から7月の84°F (29 ℃) まで変化している。過去最低気温は1934年2月に記録された-15°F (-26 ℃) であり、過去最高気温は1936年7月に記録された106°F (41 ℃) である。月間降水量は2月の3.21インチ (82 mm) から7月の4.60インチ (117 mm) まで変化している。